# Boussais
Boussais település Franciaországban, Deux-Sèvres megyében. Lakosainak száma 448 fő (2022. január 1.). Boussais Glénay, Airvault, Chiché, Faye-l’Abbesse és Maisontiers községekkel határos.

## Népesség
A település népességének változása:
| Lakosok száma | 446  | 454  | 466  | 457  | 455  | 453  | 452  | 450  | 448  |
|               | 2013 | 2015 | 2016 | 2017 | 2018 | 2019 | 2020 | 2021 | 2022 |